# Волфрамит
Волфрамит је природни минерал хемијске формуле (Fe,Mn)WO4. Поред шелита, волфрамитска серија је важна за руде тунгстен минерала. Волфрамит се јавља у венцима кварца и пегматитима и настанак се везује за појаве гранитских интрузива. Секундарни минерали (минерали који се јављају у асоцијацији са волфрамитом) су каситерит, шелит, бизмут, кварц, пирит, галенит, сфалерит, и арсенопирит.
Највећи произвођач овог минерала је Кина, а у већим количинама се може наћи у Португалу, Русији, Аустралији, Тајланду, Боливији и САД.